# Forças Armadas da União Soviética
As Forças Armadas da União Soviética (em russo:  Вооружённые Силы Советского Союза), oficialmente Forças Armadas da União das Repúblicas Socialistas Soviéticas (Вооружённые Силы Союза Советских Социалистических Республик) é o termo pelo qual eram conhecidas as forças armadas da República Socialista Federativa Soviética Russa (1917—1922) e da União Soviética (1922—1991), desde seu início, com o fim da Guerra Civil Russa, até sua dissolução em dezembro de 1991.
De acordo com a lei pan-unionista do serviço militar, de setembro de 1925, as forças armadas soviéticas eram formadas por cinco componentes: as Forças Terrestres, as Forças Aéreas, a Marinha, e o Diretório Político do Estado (OGPU, que em 1934 foi fundida com a NKVD e deu origem ao Comitê para a Segurança do Estado, a célebre KGB). Após a Segunda Guerra Mundial, as Forças Estratégicas de Foguetes (1960), as Forças de Defesa Aérea (1948) e as tropas dos Corpos de Defesa Civil foram acrescentadas às forças armadas, situando-se respectivamente na primeira, terceira e sexta posição na classificação oficial soviética de importância comparativa (na qual as Forças Terrestres ocupavam a segunda posição, a Marinha a quinta, as Tropas de Fronteira a sétima e as Tropas Internas em oitavo).

Durante boa parte da guerra fria, em média, o tamanho das forças armadas soviéticas era de 4 a 5 milhões de soldados.

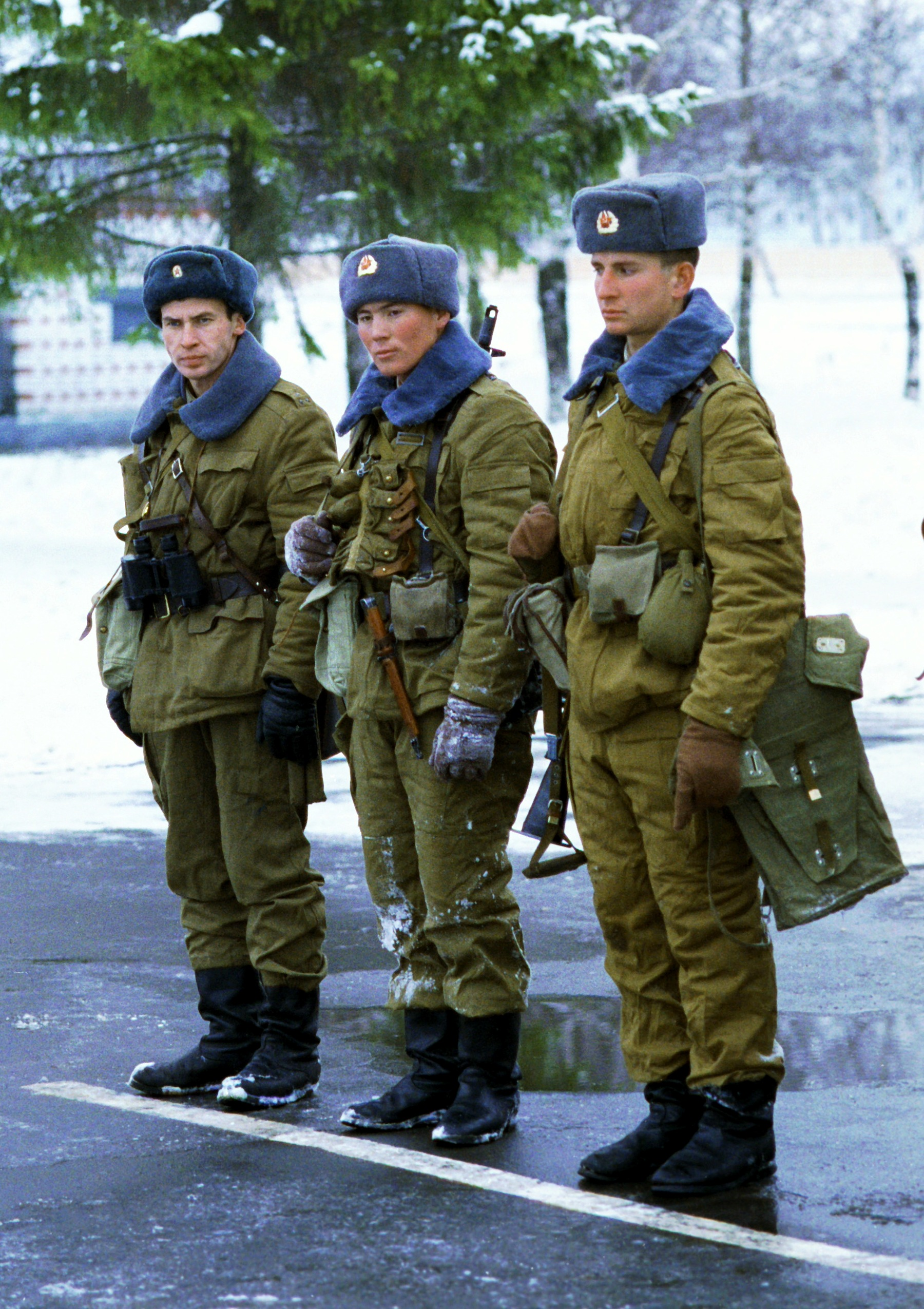
Soldados soviéticos da divisão Tamanskaya, em 1992.